# Световрачене
Световрачене (болг. Световрачене) — село в Болгарии. Находится в Городской области Софии, входит в общину Столична. Население составляет 2 168 человек.

## Политическая ситуация
В местном кметстве Световрачене, в состав которого входит Световрачене, должность кмета (старосты) исполняет Ангел Димитров Митов (Болгарская социалистическая партия (БСП)) по результатам выборов правления кметства.
Кмет (мэр) общины Столична — Бойко Методиев Борисов (Граждане за европейское развитие Болгарии (ГЕРБ)) по результатам выборов в правление общины.